# 焦开河
焦开河（1960年2月—），内蒙古托克托人，中华人民共和国政治人物，曾任中华全国总工会副主席、书记处书记、党组成员，中国兵器工业集团有限公司董事长、党组书记。
2013年10月20日，中国工会第十六次全国代表大会在北京召开，选举产生284名执行委员和执行委员会。10月21日，中华全国总工会第十六届执行委员会第一次全体会议选举他出任副主席。2018年10月25日，中华全国总工会第十七届执行委员会召开第一次全体会议，选举全总十七届执委会主席、副主席和主席团委员，他当选为全总副主席。